# Pampa rufa
Pampa rufa é uma espécie de ave da família Trochilidae (beija-flores).
Pode ser encontrada nos seguintes países: El Salvador, Guatemala e México.
Os seus habitats naturais são: regiões subtropicais ou tropicais húmidas de alta altitude e florestas secundárias altamente degradadas.